# Max Penson
Max Penson (1893-1959) est un photographe représentant du pictorialisme russe.

## Biographie
Max Penson est né de parents pauvres à Velij en Bielorussie. Il apprend seul à lire et écrire. En 1915, fuyant les pogroms, il se retrouve en Ouzbékistan. Penson se découvre une passion pour la photographie en 1921.

## Autres pictorialistes russes
- Alexandre Grinberg
- Iouri Eremine
- Nikolai Svichov-Paola
- Nikolaï Andreïev.